# ثانوية ديكارت
ثانوية ديكارت (بالفرنسية: Lycée Descartes) هي مدرسة ثانوية فرنسية تنتمي إلى البعثة الفرنسية تقع في مدينة الرباط بالمغرب.

## تاريخ
رأت ثانوية ديكارت النور، بحسب العارفين بتاريخها، بعد تحويل ثانوية "غورو"، التي ظلت أول مؤسسة للتعليم الثانوي الفرنسي بالمغرب وشُيدت إبّان الحماية الفرنسية للمغرب عام 1919، وتُعد ثانوية ديكارت، التي يعود تاريخ تأسيسها إلى شهر أكتوبر من عام 1963، واحدة من أبرز وأكبر مؤسسات التعليم الفرنسي بالمغرب، حيث تضم داخل أسوارها حوالي 2500 تلميذا، من بينهم زهاء 600 من حاملي الجنسية الفرنسية.

## التجهيزات، التكوين
وتوفر المؤسسة تكويناً من السنة الأولى إعدادي، إلى غاية السنة الثانية من الأقسام التحضيرية للمدراس العليا للهندسة، مروراً بالتكوين الثانوي. في منطقة حيوية في حي أكدال، على مقربة من السويسي، تستوقف زائري العاصمة الرباط، مؤسسة تعليمية ثانوية، مُختلفة تماماً عن باقي الثانويات المغربية.
تُعد الفرنسية هي اللغة الرسمية طبعاً في هذه المؤسسة، لكن يتم تدريس لغات أخرى، على غرار العربية والألمانية والإنكليزية والإسبانية واللاتينية.
وإلى جانب المواد المُدرَسة، يتم إيلاء أهمية كبرى للأنشطة الرياضية والفنية وكذلك التكنولوجية، من خلال مجموعة من التجهيزات تحتوي عليها المؤسسة، فهي تتوفر على مركّب رياضي، كما أنّ التلاميذ يتلقون دروساً إجبارية في مادّتيْ الموسيقى والفن التشكيلي، وفي ما يخص الجانب التكنولوجي، تتوفر المؤسسة على قاعتين مجهزتين بالحواسيب وأجهزة تكنولوجية أخرى، بهدف استثمار التكنولوجيا الحديثة، في خدمة التكوين العلمي.
وتُعد هذه المدرسة، الوجهة المفضلة لأبناء النخبة وأثرياء العاصة الرباط، وكذلك المدن القريبة منها، بل هناك بعض الأسر من مدن أخرى بعيدة تكتري لأبنائها مساكن في حي أكدال، حيث توجد الثانوية، من أجل متابعة دراستهم فيها، نظرا لجودة ما تقدمه من تكوين، وفق النظام التعليمي الفرنسي.

## شخصيات درست بالثانوية
احتضنت ثانوية ديكارت العديد من الأسماء المعروفة على الصعيدين المغربي والفرنسي، على غرار:

### شخصيات من المغرب
- تاج الدين بادو، (1943-2018): سفير سابق.[3]
- محمد سعد حصار، (1953-): سياسي مغربي.[4]
- إدريس بنهيمة (1954-)، الرئيس المدير العام للخطوط الملكية المغربية سابقا[5][6]
- أمينة بن خضراء (1954-): وزيرة الطاقة والمعادن والماء والبيئة في حكومة عباس الفاسي بين 15 أكتوبر 2007 و3 يناير 2012.
- الطيب الفاسي الفهري (1958-): وزير خارجية سابق ومستشار الملك محمد السادس.[7]
- نادية ياسين (1958-) الناشطة الإسلامية السياسية.
- محمد نبيل بنعبد الله (1959-)، وزير السكنى والتعمير وسياسة المدينة في حكومة بنكيران (3 يناير 2012-5 أبريل 2017) والأمين العام لحزب التقدم والاشتراكية.
- جمالة العلوي (1962-): دبلوماسية مغربية.[8]
- يونس العيناوي (1972-): البطل السابق في رياضة التنس.

وفي فرنسا نجد نجوماً ومشاهيرَ على غرار السياسية إليزابيث غيغو، والمؤرخ بيرنارد كوتريه، وكذلك رولان كايول، مدير أحد أبرز معاهد الاستطلاعات.